# Bengalkatze
Die Bengalkatze (Prionailurus bengalensis) oder Leopardkatze, im englischen Sprachraum als Asian Leopard Cat (ALC) bezeichnet, ist eine wilde Katze Süd- und Ostasiens. Seit 2002 wird die Bengalkatze in der Roten Liste gefährdeter Arten der Weltnaturschutzunion IUCN als nicht gefährdet (least concern) geführt, da sie weit verbreitet ist. In einem Teil ihres Verbreitungsgebietes ist sie jedoch durch Habitatverlust und Jagd bedroht.

## Merkmale
Die Bengalkatze ist etwa so groß wie eine Hauskatze, aber schlanker und hat längere Beine. Ihr Kopf ist mit zwei markanten dunklen Längsstreifen gezeichnet, relativ klein, mit einer hellen, kurzen und schmalen Schnauze und runden Ohren, die rückseitig schwarz sind mit einem kleinen hellen Fleck in der Mitte. Auf Körper und Gliedmaßen hat sie schwarze Flecken unterschiedlicher Größe und Form und zwei bis vier Reihen länglicher Flecken über dem Rücken. Der Schwanz ist gefleckt, mit ein paar Ringen am Ende. Der Hintergrund ihres gefleckten Fells ist gelbbraun bis silbergrau gefärbt mit weißem Bauch. Die Färbung und Größe der Flecken als auch Körpergröße und Gewicht variieren in ihrem weiten Verbreitungsgebiet jedoch so stark, dass die Tiere für unterschiedliche Arten gehalten wurden. In den Tropen lebende Bengalkatzen wiegen zwischen 550 g und 3,8 kg bei einer Kopf-Rumpf-Länge von 38,8–66 cm und einer Schwanzlänge von 17,2–31 cm. Die im Norden Chinas und in Sibirien lebenden Bengalkatzen wiegen bis zu 7,1 kg bei einer Kopf-Rumpf-Länge bis 75 cm; vor dem Winter nehmen sie in der Regel an Gewicht zu, das sie bis zum Frühjahr wieder verlieren.
Die Bengalkatze zeichnet sich durch eine große innerartliche Variabilität aus. Dabei unterscheiden sich vor allem Bengalkatzen aus den nördlichen Teilen des Verbreitungsgebietes, etwa aus Ostsibirien, erheblich von den Formen aus Gebieten in Äquatornähe. Im Süden ist die Grundfarbe gelblich-braun, ähnlich einem Leoparden, im Norden dagegen blass silbergrau. Die Flecken bilden bei nördlichen Populationen große Rosetten, bei südlichen Bengalkatzen kleine Tupfen.

## Verbreitung und Lebensraum

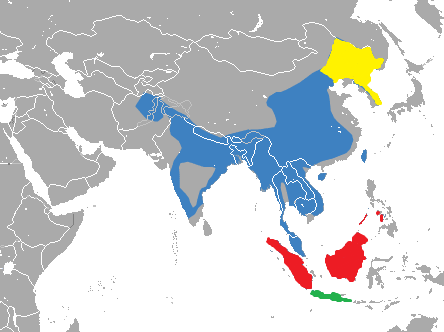
Das Verbreitungsgebiet der Bengalkatze,
blau - P. b. bengalensis,
gelb - P. b. euptilura,
rot und grün - das Verbreitungsgebiet der Sundakatze (Iriomote als Heimat der nunmehr zu P. b. euptilura gezählten Iriomote-Katze noch nicht gelb eingefärbt)

Bengalkatzen sind die am weitesten verbreitete Kleinkatzenart Asiens. Ihre Verbreitung reicht vom Amur-Gebiet im Fernen Osten Russlands über Korea, China, Indochina, nach Westen bis zum Norden Pakistans und nach Süden bis auf die Malaiische Halbinsel. Bengalkatzen sind in landwirtschaftlich genutzten Regionen anzutreffen, bevorzugen aber bewaldete Gebiete. Sie leben in immergrünen tropischen Regenwäldern und Plantagen auf Meereshöhe sowie in subtropischen feuchten Mischwäldern und Nadelwäldern der Vorberge des Himalaya in Höhen über 1000 m. Im Jahr 2009 wurde eine Bengalkatze in Nepals Makalu-Barun-Nationalpark auf einer Höhe von 3254 m mithilfe einer Kamerafalle fotografiert. In dem von Rhododendron, Eichen und Ahorn dominierten Gebiet der Untersuchung leben mindestens sechs Individuen. Im Nordosten ihres Verbreitungsgebiets leben die Tiere in der Nähe von Flussläufen, in Tälern und Schluchtwäldern, meiden aber Gegenden, in denen mehr als 10 cm Schnee liegt. In trockenen baumlosen Gegenden Pakistans sind Bengalkatzen selten.
In Thailands Phu Khieu Wildreservat wurden zwischen 1999 und 2003 20 Bengalkatzen mit Funkhalsbändern versehen. Kater hatten 2 km2 bis 29 km2 große Streifgebiete, die der 6 Katzen waren zwischen 4 km2 bis 37 km2 groß.

## Unterarten und ihre Verbreitung

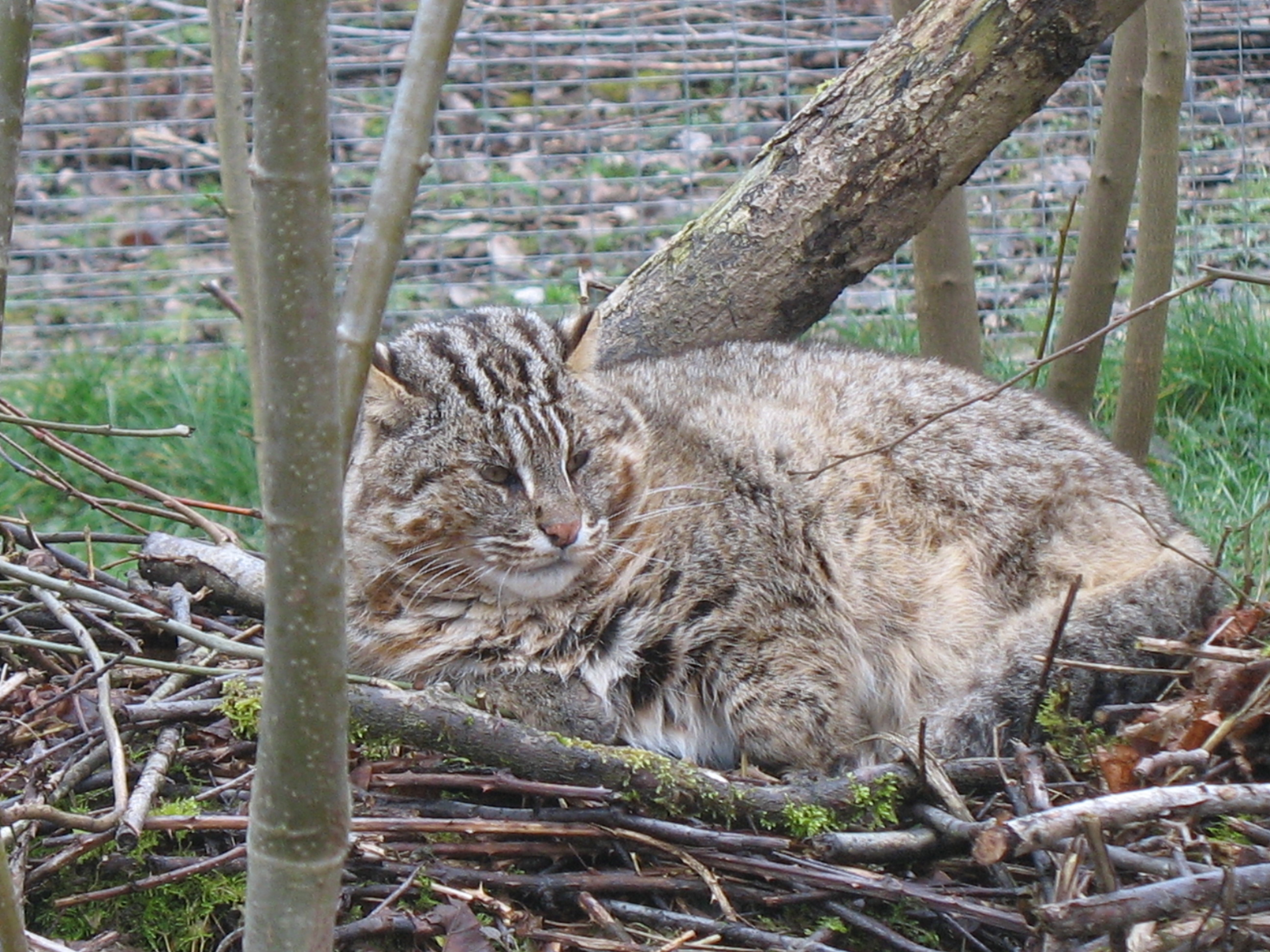
Amurkatze

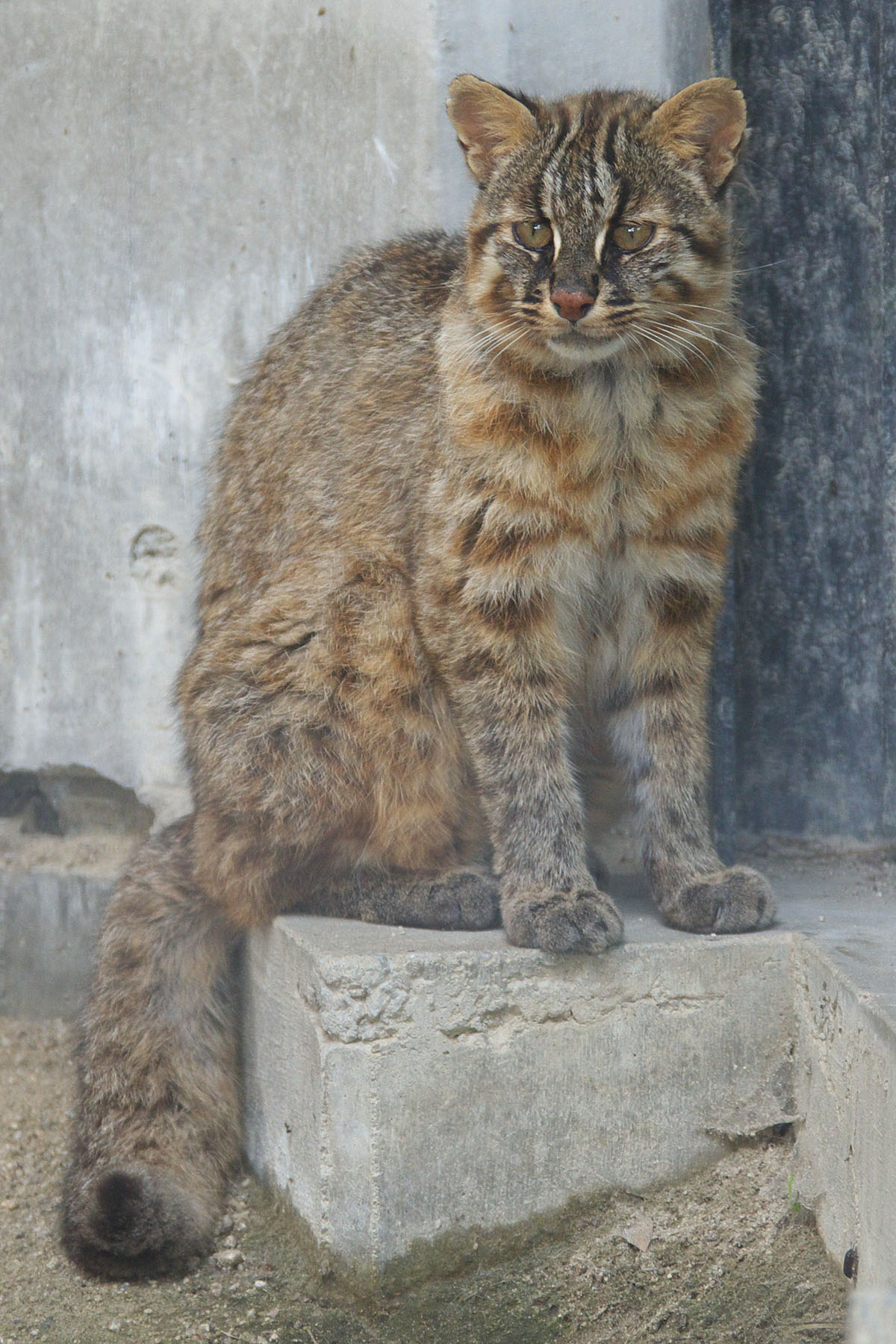
Tsushima-Leopardkatze

Von den zahlreichen, in der Vergangenheit beschriebenen Unterarten der Bengalkatze erkennt die Cat Specialist Group der IUCN heute nur noch zwei an:
- P. b. bengalensis (Kerr, 1792) — kommt in Indien, Myanmar, Thailand, Malaiische Halbinsel, Indochina sowie in Süd- und Mittelchina vor.
- P. b. euptilurus (Elliott 1871) — die Amurkatze lebt in der Mandschurei, in Korea, auf Taiwan, auf der Insel Tsushima und in der russischen Amurregion bei Wladiwostok.

Die auf der japanischen Insel Iriomote vorkommende Iriomote-Katze, die zeitweise den Status einer eigenständigen Art hatte, gilt heute nur noch als Population von P. b. euptilurus und hat auch nicht mehr den Status einer Unterart der Bengalkatze.
Die Amurkatze (Prionailurus bengalensis euptilurus) aus Nordostasien könnte eine eigene Art darstellen, genetische Untersuchungen lieferten bisher jedoch keine eindeutigen Ergebnisse. Die genetischen Unterschiede zwischen Amurkatzen und Bengalkatzen aus Südostasien sind so groß, dass eine Klassifizierung als eigene Art gerechtfertigt erscheint; die Unterschiede zu chinesischen Bengalkatzen sind jedoch so gering, dass eine taxonomische Einordnung als Unterart angebracht ist.
Die ursprünglich der Bengalkatze zugerechneten Kleinkatzen des malaiischen Archipels bilden heute eine eigenständige Art, die Sundakatze (Prionailurus javanensis). Sie unterscheidet sich genetisch deutlich von der Bengalkatze und ist auch deutlich kleiner. Die Trennung beider Arten soll vor etwa 2 Millionen Jahren erfolgt sein.
Die Bengalkatze wurde vor mehr als 5000 Jahren in China domestiziert. Untersuchungen von fossilen Unterkiefern von chinesischen Hauskatzen aus der Zeit vor 4900 bis 5500 Jahren ergaben, dass es sich damals um Bengalkatzen handelte. Die domestizierten Bengalkatzen wurden später durch eingeführte Hauskatzen verdrängt. Alle heutigen Hauskatzen in China gehören zur Art Felis catus.

## Lebensweise
Bengalkatzen sind Einzelgänger. Sie können gut klettern, ruhen in Bäumen, verstecken sich aber auch in Dickicht am Boden. Manche sind tagsüber aktiv; sie jagen aber meist in der Dämmerung und nachts vorwiegend Langschwanzmäuse, Spitzhörnchen und Hasen.
Sie können gut schwimmen und haben kleine Inseln in einiger Entfernung zur Küste besiedelt. Zu ihren Beutetieren gehören Vögel, Reptilien, Fische und Krebstiere.

## Taxonomiegeschichte
Im Jahr 1792 beschrieb Robert Kerr in seiner Übersetzung von Carl von Linnés Systema Naturae erstmals die Bengalkatze als im Süden Bengalens beheimatete Felis bengalensis. Zwischen 1829 und 1922 sind 20 Beschreibungen publiziert worden, deren Verfasser Bengalkatzen unter die Gattung Felis und Leopardus einordneten. Wegen der individuellen farblichen Variationen wurden Bengalkatzen aus dem Einflussbereich Britisch-Indiens als Felis nipalensis und Felis pardochrous aus Nepal, Leopardus ellioti aus der Gegend um Mumbai, als Felis wagati und Felis tenasserimensis aus der Tanintharyi-Region und Leopardus horsfieldi aus Bhutan beschrieben. Erst Reginald Innes Pocock ordnete sie 1939 der Gattung Prionailurus zu. Ihm standen einige Schädel und mehrere Dutzend Felle zur Verfügung, die aus vielen Regionen stammten. Anhand dieses breiten Spektrums an Fellen schlug er vor, zwischen einer südlichen Unterart Prionailurus bengalensis bengalensis aus wärmeren Breitengraden und einer nördlichen aus dem Himalaya Prionailurus bengalensis horsfieldi zu unterscheiden, da letzteren im Winter ein dichteres Fell wächst als den südlichen. Anhand von sieben Fellen aus der Gegend um Gilgit und Karatschi beschrieb er Bengalkatzen unter dem Namen Treveleyans Bengalkatze Prionailurus bengalensis trevelyani, weil diese Felle langhaariger, blasser und grauer waren als die aus dem Himalaya. Er spekulierte, dass trevelyani in felsigeren, weniger bewaldeten Habitaten lebt als bengalensis und horsfieldi.
Aus China stammende Felle und Schädel wurden zwischen 1837 und 1930 als Felis chinensis, Leopardus reevesii, Felis scripta, Felis microtis, decolorata, ricketti, ingrami, anastasiae und sinensis beschrieben, die später unter Felis bengalensis chinensis zusammengefasst wurden. Nachdem zu Beginn des 20. Jahrhunderts britische Naturforscher während einer Erkundungsreise in Ostasien Wildkatzen auf der Insel Tsushima in der Koreastraße sichteten und Felle nach London schickten, ordnete Oldfield Thomas die Population unter Felis microtis ein, die Henri Milne Edwards 1872 beschrieb.
Die Ähnlichkeit von zwei Fellen aus Sibirien motivierte Daniel Giraud Elliot im Jahr 1871 Felis euptilura zu beschreiben. Das eine Fell war auf einer Zeichnung mit Beschreibung von Gustav Radde abgebildet; das andere war Teil einer Sammlung des Zoologischen Gartens am Regent’s Park. Beide waren hell bräunlich-gelb, stark grau durchzeichnet mit rot-braunen Flecken, grauem Kopf und dunkelroten Streifen über den Wangen. Als Felis manchurica beschrieb Tamezo Mori 1922 eine ähnlich gefleckte, aber heller grau gezeichnete Katze anhand eines Felles aus der Nähe von Shenyang in der Mandschurei. Später wurden beide unter dem Trinomen Felis bengalensis euptilura als Unterart der Bengalkatze gruppiert. In den 1970er Jahren widersprachen russische Zoologen wie Geptner, Gromov und Baranova dieser bis dahin herrschenden Klassifizierung. Sie legten Wert auf die Bezeichnung Amurkatze, da die ihnen zur Verfügung stehenden Felle und Schädel sich stark von denen unterschieden, die aus Südostasien stammten, und betrachteten die Amurkatze als eine eigene Art. Im Jahr 1987 wiesen chinesische Zoologen darauf hin, dass die im Nordosten Chinas vorkommenden Katzen große Ähnlichkeiten sowohl mit den weiter nördlich vorkommenden Amurkatzen als auch mit den weiter südlich vorkommenden Bengalkatzen haben. Sie argumentierten, dass im Hinblick darauf die Klassifizierung der Amurkatze als Art nicht gerechtfertigt sei.

## Bengalkatze und Mensch

### Bedrohung
Vor allem in China wird die Bengalkatze wegen ihres Fells gejagt. Zwischen 1984 und 1989 wurden etwa 200.000 Felle jährlich exportiert. Eine im Jahr 1989 bei chinesischen Pelzhändlern durchgeführte Untersuchung ergab mehr als 800.000 Felle in Lagerbeständen. Seit die Europäische Union die Einfuhr von Manulfellen verboten hat, ist Japan zum Hauptabnehmer geworden und hat 1989 50.000 Felle importiert. Auch wenn der Handel nachgelassen hat, werden Bengalkatzen nach wie vor wegen ihres Fells und zu Nahrungszwecken gejagt oder zur Verwendung als Haustier gefangen.
Zwischen 1991 und 2006 wurden in Myanmar während Erhebungen auf vier Märkten 483 Körperteile von mindestens 443 Individuen gezählt. Drei der untersuchten Märkte befinden sich in der Nähe internationaler Grenzen zwischen China und Thailand und sind auf internationale Käufer ausgerichtet. Die Bengalkatze ist zwar umfänglich durch Myanmars nationale Gesetzgebung geschützt, aber die Durchsetzung dieser Gesetze und der Vollzug des Washingtoner Artenschutzübereinkommens wird als unzureichend betrachtet.
Außerdem werden Bengalkatzen immer häufiger in privaten Haushalten gehalten. Die Kreuzung der Bengalkatze mit einer Hauskatze bringt eine neue Hauskatzenrasse hervor (welche ebenfalls Bengalkatze genannt wird), die immer größere Nachfrage erhält.

### Naturschutz
Prionailurus bengalensis ist im Anhang II des Washingtoner Artenschutzübereinkommen aufgeführt und steht in den meisten Ländern ihres Verbreitungsgebietes unter Naturschutz. Den Populationen in Bangladesch, Indien und Thailand wird in nationalen Gesetzen der höchste Schutz zugesprochen. Jagd auf Bengalkatzen ist in Afghanistan, Bangladesch, Kambodscha, Hong Kong, Indien, Japan, Malaysia, Myanmar, Nepal, Pakistan, Russland, Thailand und Taiwan verboten.
Im Endangered Species Act der USA ist Prionailurus bengalensis als gefährdet (endangered) aufgeführt.
Seit 1995 unterstützt die japanische Regierung ein Programm zum Naturschutz der Tsushima-Leopardkatze (jap. 対馬山猫, Tsushima yamaneko, „Tsushima-Bergkatze“), die in der japanischen Roten Liste als stark gefährdet geführt wird.

## Kreuzung mit Hauskatzen
Bengalkatze und Hauskatze lassen sich kreuzen. Die Katzenrasse Bengal, welche wie ihr „Original“ im Deutschen genannt wird (im Englischen heißt das Original Leopard Cat), ist aus solchen Hybriden gezüchtet worden. Die Bengal ist mittlerweile eine nicht nur von der TICA anerkannte Rasse.